# Zakriuczje (obwód pskowski, w pobliżu wsi Goruszka)
Zakriuczje (ros. Закрючье) – wieś (ros. деревня, trb. dieriewnia) w zachodniej Rosji, w wołoscie Pożeriewickaja (osiedle wiejskie) rejonu diedowiczskiego w obwodzie pskowskim.

## Geografia
Miejscowość położona jest w pobliżu jezior Żedrickoje i Miaczkowskoje, 9,5 km od dieriewni Goruszka, 21 km od centrum administracyjnego osiedla wiejskiego (Pożeriewicy), 31 km od centrum administracyjnego rejonu (Diedowiczi), 77 km od stolicy obwodu (Psków).

## Demografia
W 2010 r. miejscowość nie posiadała mieszkańców.